# Amsar
Ne doit pas être confondu avec AMSAR-GST.
Amsar (en arabe : أمصار, singulier مِصْر miṣr) sont des garnisons militaires établies par les soldats musulmans sur les terres conquises lors des premiers siècles de l'islam. Les premières ont été créés sous le calife 'Umar ibn al-Khattab (634-644). Beaucoup de ces garnisons ont attiré des civils et sont devenues ensuite des villes. 

## Description
Les colonies militaires ou ribāṭ (en arabe : رباط, « forteresse ») sont fondées aux confins des frontières de l'expansion arabe. La structure et la fonction d'un misr est similaire à celle d'une colonia romaine. En tant que colonie frontalière, la forteresse sert de base à de nouvelles conquêtes. Des forts militaires arabes de ce type étaient souvent construits à proximité d'une ville plus ancienne, remontant à l'Antiquité ou à l'époque byzantine. Ils étaient fréquemment bâtis sur un plan carré. 
Alors que ces forts étaient initialement destinés à servir de base militaire, de nombreux amṣār se sont transformés en centres urbains et administratifs. C'est particulièrement le cas des villes irakiennes de Kufa et Basra, qui sont connues sous le nom de al-miṣrān (les deux forts), mais également celui Fustat (l'ancêtre du Caire) et de Kairouan en Afrique du Nord.  